# Нуракунов, Анвар Мухпарович
Нуракунов Анвар Мухпарович — кыргызский математик, доктор физико-математических наук, доцент, известный учёный сибирской школы алгебры и логики. Число Эрдёша — 3.

## Биография

### Образование
- 1984 — 1988 гг., Аспирантура, Новосибирский государственный университет, Новосибирск, Российская Федерация.
- 1978 — 1983, Новосибирский государственный университет, Новосибирск, Российская Федерация, механико-математический факультет, кафедра Алгебра и логика.

### Опыт работы
- 01.12.1995 — по настоящее время: Институт математики Национальной академии наук, Бишкек, Кыргызская Республика, старший научный сотрудник.
- 03.01.1991 — 30.11.1995: Институт математики Национальной академии наук, Бишкек, Кыргызская Республика, научный сотрудник.
- 06.01.1990 — 31.12.1990: Институт информатики СО РАН, Новосибирск, Российская Федерация, научный сотрудник.
- 04.01.1989 — 09.30.1989: Научно-исследовательский центр Новосибирского государственного университета, Новосибирск, Российская Федерация, научный сотрудник.
- 09.01.1983 — 09.01.1984: Исследовательский центр Кыргызского Технического Университета, Бишкек, Кыргызская Республика.

## Степени
- 1983 г., Новосибирский государственный университет, Новосибирск, Российская Федерация. Тезис: Квазитождества локально абсолютно свободных группоидов[2].
- 1990 г., кандидат физико-математических наук, Новосибирский государственный университет, Новосибирск, Российская Федерация. Тезис: Квазитождества алгебр и определимые главные конгруенции.
- 2016 г., доктор физико-математических наук, Кыргызский национальный университет им. Дж. Баласагына и Институт математики Национальной академии наук, Бишкек, Кыргызская Республика. Тема диссертации: Конечная аксиоматизируемость и решетки квазимногообразий и топологические квазимногообразия алгебр[3].

## Награды
- Георг Форстер, стипендия Фонда Александра фон Гумбольдта, Дармштадтский технический университет, 1 декабря 2006 г. — 30 апреля 2008 г., Дармштадт, Германия.
- Стипендия COBASE (Сотрудничество в области фундаментальной науки и техники, США), Университет Пуэрто-Рико (кампус Mayague), 1-31 марта 2005 г., Mayagues, PR, США; Университет Вандербилда, 1-30 апреля 2005 г., Нэшвилл, Теннесси, США.
- Стипендия DAAD (Deutsche Akademischer Austausch Dienst — Немецкая служба академических обменов), Дармштадтский технический университет, октябрь — ноябрь 2002 г., Германия.

## Научная деятельность
- А. О. Башеева, М. Мустафа, А. М. Нуракунов, “Тождества и квазитождества точечных алгебр”, Сиб. матем. журн., 63:2 (2022)
- М. И. Бекенов, А. М. Нуракунов, “Полугруппа теорий и её решётка идемпотентных элементов”, Алгебра и логика, 60:1 (2021)
- M. I. Bekenov, A. M. Nurakunov, “A semigroup of theories and its lattice of idempotent elements”, Algebra and Logic, 60:1 (2021)
- А. В. Кравченко, А. М. Нуракунов, М. В. Швидефски, “О строении решеток квазимногообразий. IV. Нестандартные квазимногообразия”, Сиб. матем. журн., 62:5 (2021)
- A. V. Kravchenko, A. M. Nurakunov, M. V. Schwidefsky, “Structure of quasivariety lattices. IV. Nonstandard quasivarieties”, Siberian Math. J., 62:5 (2021)
- А. В. Кравченко, А. М. Нуракунов, М. В. Швидефски, “О строении решёток квазимногообразий. III. Конечно разбиваемые базисы”, Алгебра и логика, 59:3 (2020)
- A. V. Kravchenko, A. M. Nurakunov, M. V. Schwidefsky, “Structure of quasivariety lattices. III. Finitely partitionable bases”, Algebra and Logic, 59:3 (2020)
- А. В. Кравченко, А. М. Нуракунов, М. В. Швидефски, “О строении решёток квазимногообразий. II. Неразрешимые проблемы”, Алгебра и логика, 58:2 (2019)
- A. V. Kravchenko, A. M. Nurakunov, M. V. Schwidefsky, “Structure of quasivariety lattices. II. Undecidable problems”, Algebra and Logic, 58:2 (2019)
- А. В. Кравченко, А. М. Нуракунов, М. В. Швидефски, “О строении решёток квазимногообразий. I. Независимая аксиоматизируемость”, Алгебра и логика, 57:6 (2018)
- A. V. Kravchenko, A. M. Nurakunov, M. V. Schwidefsky, “Structure of Quasivariety Lattices. I. Independent Axiomatizability”, Algebra and Logic, 57:6 (2019)
- A. V. Kravchenko, A. M. Nurakunov, M. V. Schwidefsky, “On quasi-equational bases for differential groupoids and unary algebras”, Сиб. электрон. матем. изв., 14 (2017)
- A. Basheyeva, A. Nurakunov, M. Schwidefsky, A. Zamojska-Dzienio, “Lattices of subclasses. III”, Сиб. электрон. матем. изв., 14 (2017)
- А. М. Нуракунов, “Решётки квазимногообразий точечных абелевых групп”, Алгебра и логика, 53:3 (2014)
- A. M. Nurakunov, “Quasivariety lattices of pointed Abelian groups”, Algebra and Logic, 53:3 (2014)
- A. Nurakunov, M. Semenova, A. Zamojska-Dzienio, “On lattices connected with various types of classes of algebraic structures”, Учен. зап. Казан. ун-та. Сер. Физ.-матем. науки, 154:2 (2012)
- А. М. Нуракунов, “Конечные решетки как решетки относительных конгруэнций конечных унаров и абелевых групп”, Алгебра и логика, 40:3 (2001),
- A. M. Nurakunov, “Finite Lattices as Lattices of Relative Congruences of Finite Unars and Abelian Groups”, Algebra and Logic, 40:3 (2001),
- А. М. Нуракунов, “Квазитождества конгруэнц-дистрибутивных квазимногообразий алгебр”, Сиб. матем. журн., 42:1 (2001)
- A. M. Nurakunov, “Quasi-identities of congruence-distributive quasivarieties of algebras”, Siberian Math. J., 42:1 (2001)
- А. М. Нуракунов, “Характеризация относительно дистрибутивных квазимногообразий алгебр”, Алгебра и логика, 29:6 (1990)
- А. М. Нуракунов, “О квазимногообразиях алгебр с определимыми главными конгруэнциями”, Алгебра и логика, 29:1 (1990)
- А. М. Нуракунов, “Квазитождества абсолютно свободных алгебр”, Алгебра и логика, 24:2 (1985)